# 피에트로 로레단

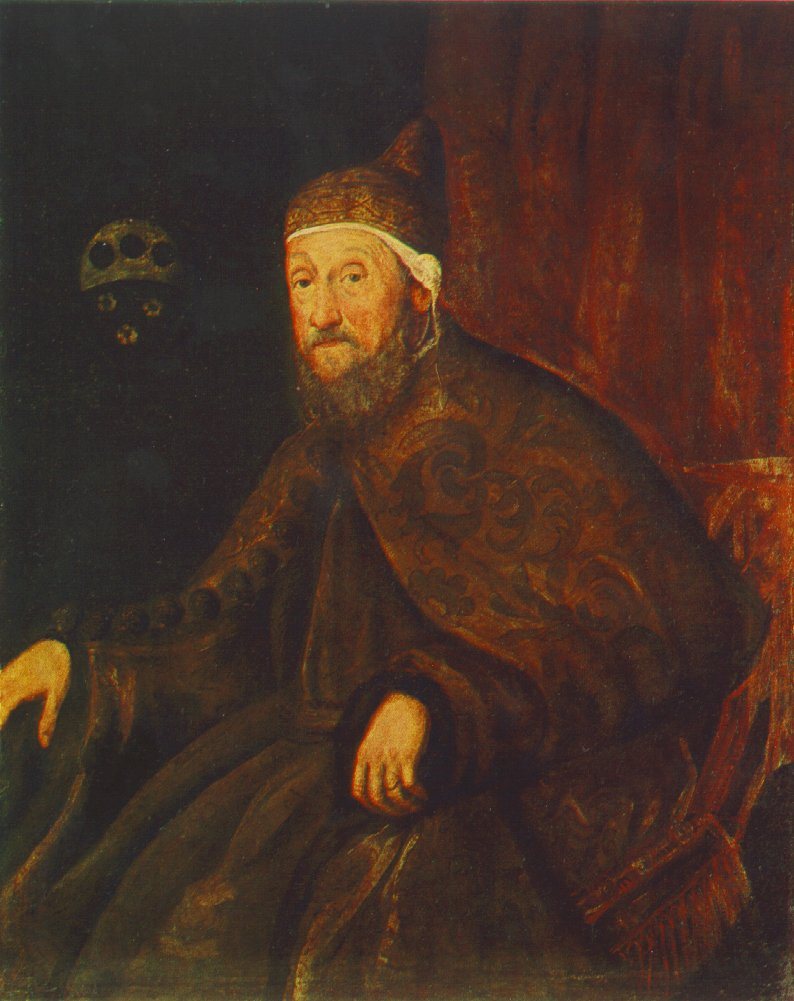
틴토레토가 그린 피에트로 로레단의 초상화.

피에트로 로레단의 문장.

피에트로 로레단(Pietro Loredan, 1482년 – 1570년 5월 3일)은 제84대 베네치아 공화국의 도제이다. 1567년부터 1570년까지 수행했다.

## 가정
피에트로 로데단은 베네치아의 주요 가문 중 하나인 제75대 도제인 레오나르도 로레단에게서 내려온 로레단 가 출신이다. 그의 어머니 이사벨라 바로치(Isabella Barozzi)도 베네치아의 오래된 가문 출신이다.
그는 마리아 파스콸리고(Maria Pasqualigo)와 결혼했다가 마리아 루크레치아 카펠로(Maria Lucrezia Cappello)와 재혼하여, 아들 알비세를 가졌다. 그는 무역 활동에 종사했었다. 베로나의 포데스타였지만, 그외에 공화국의 주요 공직 자리를 맡은 적은 없었다.

## 도제로서의 생애
로레단은 2주 간의 회의와 76번의 무기명 투표를 거친 후 85세의 나이에 도제로 선출됐다. 그의 선출은 그가 의회에서 강력한 추종자들을 지니지 않았고 도제의 특별한 자질을 지니지도 않았기에, 이는 분명한 해결책이였다.
1569년 아르세날레 디 베네치아에서 화재가 발생했다. 불은 인접한 건물들로 확산됐고 2000여명의 사상자가 발생했다. 같은 해에는 사설 은행 다섯 곳이 부도가 나기도 했다. 곡물 부족으로 인해 식량을 배급하기도 했었다.
베네치아 공화국은 키프로스를 침략한 오스만 제국의 술탄에게 강력한 압박에 놓인 상태였다. 정신 없는 외교 활동으로 베네치아는 튀르크에 맞서 반동맹 세력을 구축했다. 그러나 신성 동맹과 레판토 해전의 승리에도 불구하고 키프로스 상실을 피하진 못 했다.

## 무덤
산 조베 교회의 회랑에 위치한 그의 무덤은 석판으로 덮은 바닥 무덤이다.

## 죽음
로레단은 이탈리아 동부에 위치한 그의 빌라에서 평화로운 죽음을 맞이했다. 그곳에서 그는 하인들이 주는 포도를 받아먹던 도중에, 그의 정부가 그에게 대화를 걸면서, 포도가 그의 숨을 막고 질식사하게 하였다. 그들은 목구멍에서 포도를 제거하려했지만 실패하였다.

## 참고 서적
- Andrea da Mosto.I Dogi di Venezia, Florence 1983
- Helmut Dumler:Venedig und die Dogen Düsseldorf 2001

| 공직                   | 공직                             | 공직                     |
| ---------------------- | -------------------------------- | ------------------------ |
| 이전 지롤라모 프리울리 | 베네치아 공화국의 도제 1567–1570 | 이후 알비세 1세 모체니고 |